# Železniško postajališče Ljutomer mesto
Železniško postajališče Ljutomer mesto je eno izmed železniških postajališč v Sloveniji, ki oskrbuje osrednji del mesta Ljutomer.